# Дора Маурер
Дора Маурер (угор. Dóra Maurer, нар. 11 червня 1937, Будапешт, Угорське королівство) — угорська художниця з більш ніж 50-річною кар'єрою. Працює практично у всіх сферах мистецтва: від кіно та фотографії до живопису, перформансу та скульптури. В основному досягла визнання у 1970-х роках завдяки авангардним роботам, у пізніших роботах Маурер проявилися сучасні впливи. Її мистецтво засноване на математичних і складних системних процесах. Більшість її робіт присвячена темі показу глядачеві варіантів і тому, що глядач може з цими варіантами зробити. Багато з її робіт розбиті на прості дії, щоб глядач справді міг розглядати твір як рух, а не як фотографію руху. Крім того, була професором факультету образотворчих мистецтв у Будапешті та куратором.

## Біографія
Навчилася на художника-графіка у 1950-х роках. У 1970-х роках почала займатися фотографією і зображеннями, що рухаються, часто співпрацюючи з музикантами. Також провадила творчі перформативні майстер-класи. Починаючи з 1970-х років, створювала все більш геометричні й абстрактні малюнки та картини.
У 2019—2020 роках відбулася велика ретроспективна виставка її робіт у Тейт Модерн. Галерея White Cube почала виставляти роботи Маурер у 2019 році. Її також представляє Карл Костял.

## Роботи
У роботах Дори Маурер з'являються геометричні, математичні та концептуальні системи. Вона досліджує різні цикли показу таких речей, як прості дії, щоб глядач побачив її мистецтво як рух. Просто дає глядачеві приклади того, що можна робити з різними об'єктами, щоб змусити задуматися про те, що зробив би він. Всі роботи Маурер складають геометричні композиції та візерунки. Вона дуже методично використовує композицію, зображення, лінії, ширину ліній, кольори, кути та багато іншого. Деякі з її найвідоміших робіт зроблені з її квазі-фотографій, її серії «Зворотні та мінливі фази руху» та її останньої серії «Перекриття».
Хоча Дора Маурер стверджує, що її роботи є простими прикладами того, на що вона здатна, багато критиків люблять надавати їм політичний підтекст. У минулому говорили, що її роботи є прикладом соціалістичного минулого, в якому вона росла. Однак важливо відзначити, що Дора Маурер не вважає своє мистецтво політичним і не враховує цю ідею у творчому процесі. За словами Маурер, єдина причина, через яку люди називають її роботу політичною, полягає в тому, що все, що було зроблено в той час, було політичним. Більшість цієї критики стосується її доробку, виконаного у 1960 — 1980-х роках.
1961 року почала розробляти сюрреалістичні офорти, досліджуючи технічні можливості цього матеріалу. У 1969—1970 роках взялася створювати твори, засновані на часі, в яких час, простір й енергія впливають на подію. В експериментальній стрічці «Час» (1973—1980) вона складає білу тканину на чорному тлі, роблячи її якнайменше, всього за сім кроків. Оскільки саме зображення ділиться навпіл, потім ділиться на чотири і, нарешті, на вісім, а етапи процесу складання виконуються одночасно, білі поверхні тканини в деяких місцях зливаються, внаслідок чого утворюється зображення.

## Виставки

### Персональні виставки
- Дора Маурер, Карл Костял, Лондон, 2015[16]
- Музей Ріттер[de] — Знімки, 18 жовтня 2014 — 19 квітня 2015
- 6 із 5, куратор Кетрін Костял, White Cube Mason Yard, 24 травня 2016 — 9 липня 2016[17]
- Дора Маурер, куратор Кетрін Костял, White Cube[en], Бермондсі, 12 вересня — 3 листопада 2019[18]
- Тейт Модерн, 5 серпня 2019 — 5 липня 2020[11][19]
- Дора Маурер — SUMUS — Ми разом, Де Аппель, Амстердам, 8 липня - 23 вересня 2023[20]

### Групові виставки
- Раді Піта. Карл Костял, Стокгольм, 2016[21]